# Aspicera suecica
Aspicera suecica is een vliesvleugelig insect uit de familie van de Figitidae. De wetenschappelijke naam van de soort is voor het eerst geldig gepubliceerd in 1910 door Dalla Torre & Kieffer.